# Vai diễn khách mời
Cameo hay vai khách mời là thuật ngữ chỉ sự xuất hiện thoáng qua của người nổi tiếng trong một tác phẩm nghệ thuật biểu diễn. Ví dụ như trong một bộ phim, nhà sản xuất mời người nổi tiếng như ca sĩ, diễn viên, vận động viên, v.v. đóng hay lồng tiếng một vai nhỏ, vai phụ không đáng kể, chỉ trong một vài phân đoạn ngắn, chủ yếu với mục đích làm điểm nhấn và thu hút khán giả. Người đóng vai cameo có thể được giao một vai diễn nhất định theo kịch bản, hoặc là chính họ ở trong bộ phim hay tác phẩm ấy.